# آوابر

یک پیشخدمت به نیابت از زنی از آوابر استفاده می‌کند

آوابَر دستگاهی برای ارتباط برقرار کردن داخلی و خارجی در یک یا تعداد کمی ساختمان است. این دستگاه مستقل از شبکهٔ تلفن کار می‌کند. آوابرها به‌طور دایمی در ساختمان یا ماشین نصب می‌شوند و می‌توانند ترکیبی از ارتباط سیستم صوتی عمومی، واکی تاکی، تلفن، و آوابرهای دیگر را فراهم کنند. امروزه نمونه‌های پیشرفتهٔ آوابرها به تصویر مجهز هستند و با رایانه سازگار می‌باشند.
در فارسی به آن آیفون هم می‌گویند که نامی تجاری است.